# Kreis Ilanz
| Ilanz               | Ilanz             |
| ------------------- | ----------------- |
| Ilanz               |                   |
| Basisdaten          |                   |
| Staat:              | Schweiz           |
| Kanton:             | Graubünden (GR)   |
| Bezirk:             | Surselva          |
| Hauptort:           | Ilanz/Glion       |
| Fläche:             | 207,85 km²        |
| Einwohner:          | 8106 (31.12.2009) |
| Bevölkerungsdichte: | 39 Einw. pro km²  |
| Aufgehoben am:      | 31. Dezember 2015 |
| Karte               |                   |
| Karte von Ilanz     |                   |

Der Kreis Ilanz bildete bis am 31. Dezember 2015 zusammen mit den Kreisen Disentis, Lugnez, Ruis und Safien den Bezirk Surselva des Schweizer Kantons Graubünden. Sitz des Kreisamtes war in Ilanz/Glion. Durch die Bündner Gebietsreform wurden die Kreise aufgehoben.

## Gemeinden
Der Kreis setzte sich aus folgenden Gemeinden zusammen:
Stand: 31. Dezember 2014
| Wappen      | Name der Gemeinde | Einwohner (Dez. 2014) | Fläche in km² | BFS-Nr |
| ----------- | ----------------- | --------------------- | ------------- | ------ |
| Falera      | Falera            | 593                   | 22,36         | 3572   |
| Ilanz/Glion | Ilanz/Glion       | 4687                  | 133,48        | 3619   |
| Laax        | Laax              | 1566                  | 31,71         | 3575   |
| Mundaun     | Mundaun           | 301                   | 8,59          | 3617   |
| Sagogn      | Sagogn            | 673                   | 6,92          | 3581   |
| Schluein    | Schluein          | 563                   | 4,79          | 3582   |

## Veränderungen im Gemeindebestand seit 2000

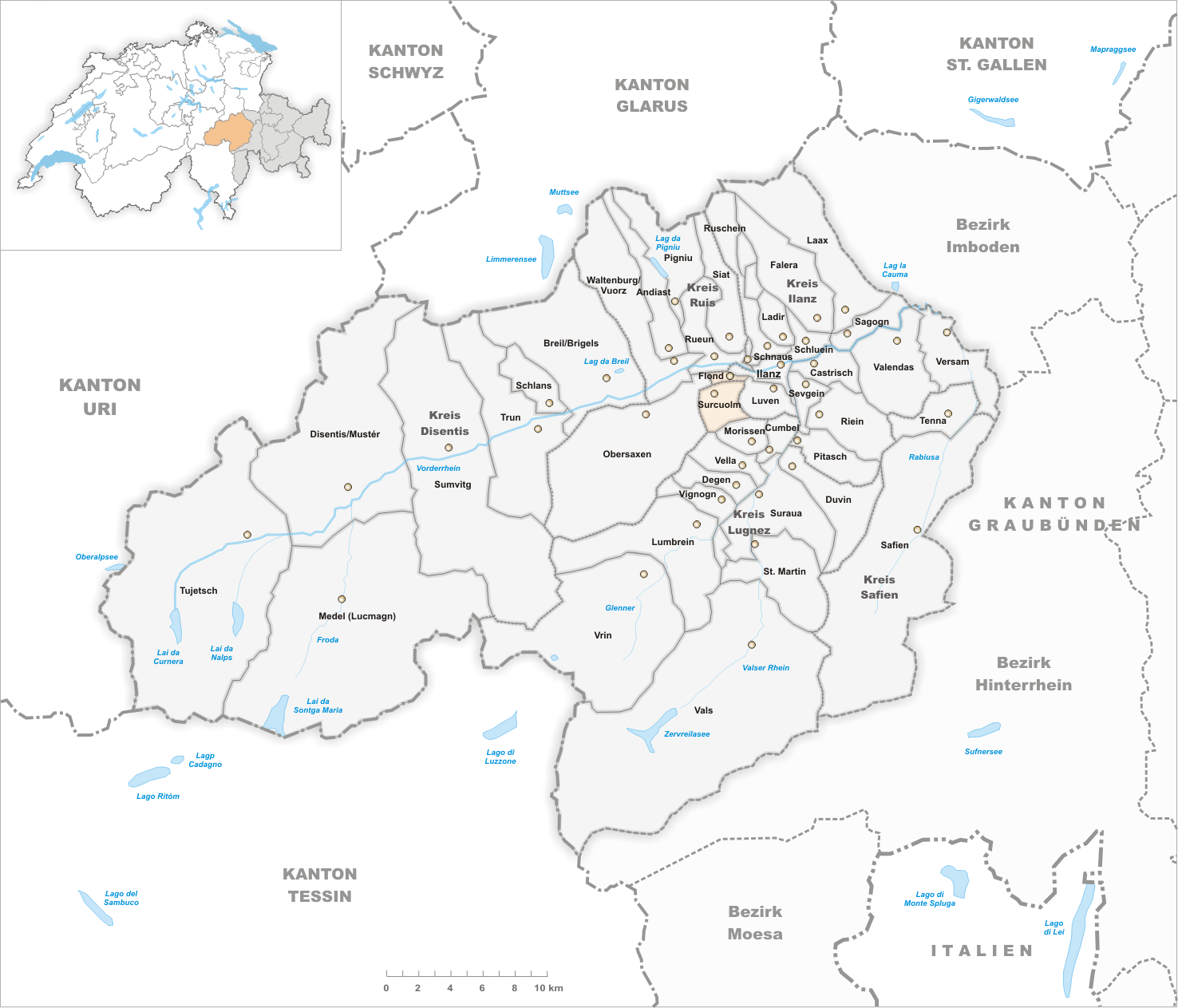
Gemeinden bis 2008
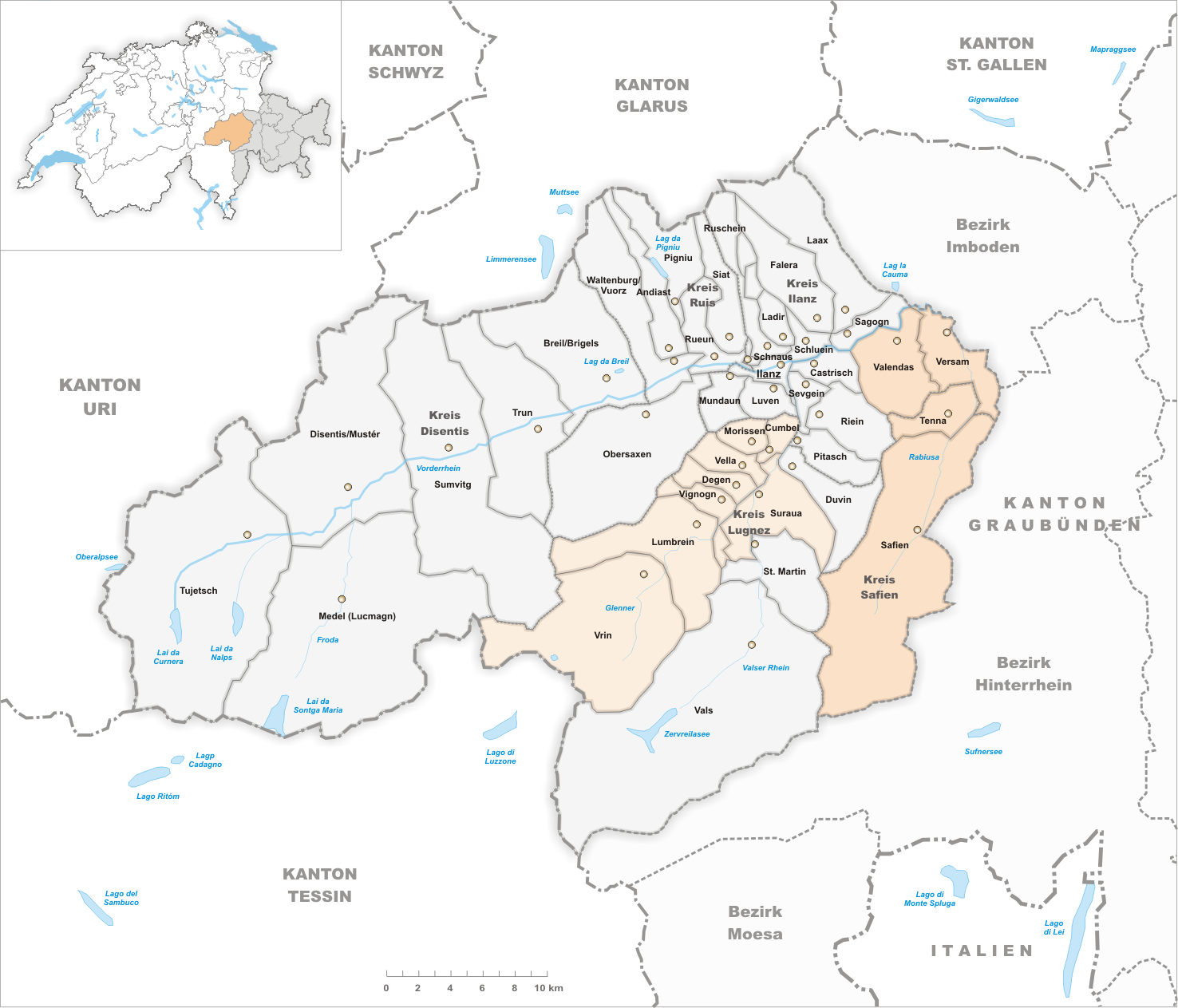
Gemeinden bis 2012
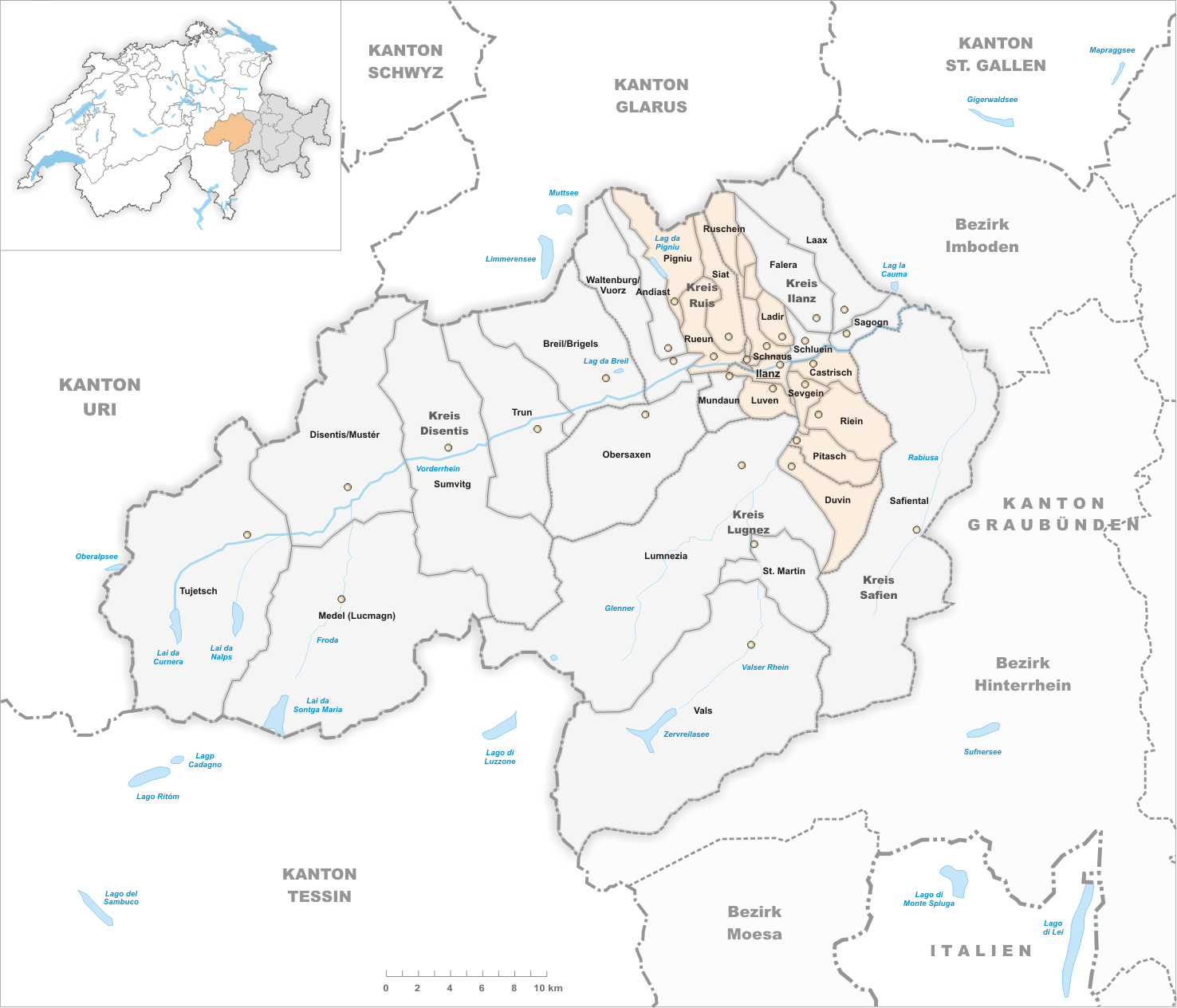
Gemeinden bis 2013

### Fusionen
- 2009: Flond und Surcuolm → Mundaun

- 2013: Valendas, Versam, Tenna und Safien → Safiental

- 2014: Castrisch, Duvin, Ilanz, Ladir, Luven, Pigniu, Pitasch, Riein, Rueun, Ruschein, Schnaus, Sevgein und Siat → Ilanz/Glion